# Д’Аркур, Франсуа-Анри
Франсуа-Анри д’Аркур (фр. François-Henri d'Harcourt; 22 января 1726, Париж — 22 июля 1802, Стейнс (графство Суррей), известный как «граф де Лилльбон» — французский государственный деятель, маркиз де Бёврон, граф де Лилльбон, 5-й герцог д’Аркур, пэр Франции, губернатор Нормандии, воспитатель дофина, член Собрания нотаблей, член Французской Академии, хранитель орифламмы, рыцарь орденов короля.

## Биография
Старший сын маршала Франции герцога Анн-Пьера д’Аркура и Терезы Евлалии де Бополь де Сент-Олер.
Поступил на службу 27 марта 1739 корнетом в Королевский кавалерийский полк. 2 марта 1741 стал капитаном драгунского полка Аркура. Командовал ротой в 20-тыс. корпусе герцога д’Аркура, посланном в марте 1742 в Баварию.
Затем служил под командованием Морица Саксонского, направленного в Богемию на соединение с войсками маршала Мальбуа, участвовал во взятии Элленбогена и Кадена, и оказании помощи Браунау и Эгеру.
Был лагерным адъютантом в сражении 28 мая 1743 у Декендорфа на Дунае, где французы были разбиты австрийскими войсками генерала Кевенхюллера. Был взят в плен вражескими гусарами, но через несколько дней отпущен под честное слово.
7 июня 1743 получил командование своим полком, вернулся во Францию с Баварской армией в июле.
В 1744 участвовал в победе над генералом Надашди у Саверна, затем, после соединения армий Мозеля и Рейна, сражался в Германии при атаке ретраншементов и деревни Суффельсхейм. Принимал участие в оккупации графства Нулленбург и территории Австрии между верхним Дунаем и озером Констанц, а также во взятии Вальдсхута, Зекингена, Лоффенбурга и Рейнфельда; зиму провел в Швабии под началом маршала Куаньи.
В 1745 находился в армии принца де Конти, державшего оборону на Нижнем Рейне. В следующем году снова был под командованием де Конти, в составе корпуса графа д’Эстре выступил из лагеря в Мобёже в Брабант, до Эренталя, после чего участвовал в осаде Монса, Шарлеруа и Намюра. Закончил кампанию в Намюре, куда вступил со своим полком 5 октября.
В 1747 три месяца стоял в лагере под командованием графа де Сен-Жермена в составе группы войск, которая должна была прикрывать отступление армии после битвы при Лауфельде, в случае неблагоприятного развития событий.
Затем участвовал в осаде Берген-оп-Зома.
1 января 1748 произведен в бригадиры драгун. Кампанию того года провел на побережье Нормандии.
1 февраля 1755 получил генеральное наместничество в Верхней Нормандии и управление Старым Руанским дворцом. Служил в лагере Гавра в 1755.
1 марта 1757 направлен в Германскую армию, участвовал в завоевании Восточной Фризии и взятии Эмбдена, под началом маркиза де Дове. 12 ноября получил позволение пользоваться герцогскими почестями.
1 мая 1758 произведен в лагерные маршалы. Покинул свой полк и продолжил службу в Германии, участвовал в битве при Крефельде, а в 1759 при Миндене, и во многих делах в 1760—1761.
25 июля 1762 произведен в генерал-лейтенанты.
В 1775 стал герцогом д’Аркуром и был назначен великим бальи Руана и губернатором Нормандии. В этой должности руководил масштабными работами по строительству укрепленного порта в Шербуре. В 1786 для инспектирования работ в Нормандию прибыл лично король Людовик XVI; герцог принимал Его королевское величество в своем замке Тюри-Аркур.
В следующем году король также назначил д’Аркура воспитателем дофина Луи-Жозефа и губернатором Дофине.
После смерти дофина в 1789 вернулся в Кан, где из-за дороговизны продуктов питания начинались волнения. Губернатор был свидетелем революционного мятежа, убийства толпой пехотного майора графа де Бельзёнса, преданного своими солдатами, и после малоудачной попытки остановить беспорядки, был вынужден спасаться бегством в Париж.
В 1790 году переехал на территорию империи в Аахен, затем эмигрировал в Англию, где поселился у родственников из британской ветви дома д’Аркур. Был принят при дворе Георга III, с 1792 являлся послом Людовика XVIII в Великобритании.

## Ландшафтный дизайн
Помимо военной и административной деятельности, Франсуа-Анри д’Аркур был известен как один из лучших специалистов по ландшафтному дизайну своего времени. В поместье Аркур близ Кана он разбил один из прекраснейших парков Франции «Холмы» (Colline), включавший эспланаду и партеры, расположенные вдоль реки и обрамленные бокажами. С возвышенности парк спускался террасами в долину, где были расположены фонтаны и бассейн и небольшой лесок под названием «Фантазия». Часть парка была устроена в английском вкусе.
О парке «Коллин» упоминает Жак Делиль в своей поэме «Сады» (вариант 1808 года):
На землях Френе, близ Лилльбонна, он высадил тысячи деревьев, построив за стенами замка Лилльбон красивую резиденцию, где «как истинный мудрец наслаждался прелестями уединения».

## Литературное творчество
Авторству д’Аркура принадлежит стихотворный «Трактат об украшении окрестностей, садов и парков» (Traité de la décoration des dehors, des jardins et des parcs), написанный около 1774, найденный историком Эрнестом де Гане и опубликованный в 1919 году. Другое сочинение герцога, «О воспитании принцев», обнаружить не удалось.
Кроме этого, Франсуа-Анри д’Аркур писал изящные театральные пьесы, и 18 декабря 1788 был избран в члены Французской Академии на место маршала Ришельё. 26 февраля 1789 он был принят в состав Академии аббатом Гайаром.

## Семья
Жена (13.06.1752): Катрин Схоластика д’Обюссон де Ла-Фёйяд (1733—1815), дочь Юбера Франсуа д’Обюссона, графа де Ла-Фёйяда (1707—1735), и Катрин Схоластики Базен де Безон, виконтессы де Мабли, внучка маршала Безона.
В 1757 получила при дворе Людовика XV право так называемого «табурета», то есть редкую и ценную привилегию сидеть на складном стульчике во время ужина короля и в кругу королевы.
Дочь:
- Анна д’Аркур-Бёврон (1753—1778). Муж (11.06.1772): Виктюрньен-Жан -Батист де Рошешуар (1752—1812), герцог де Мортемар

## Портрет
Портрет Франсуа-Анри д’Аркура кисти Фрагонара, некогда принадлежавший немецкому коллекционеру и меценату доктору Густаву Рау, был продан 5 декабря 2013 года аукционным домом Bonhams в Лондоне за £ 17 106 500 ($ 28 058 081), установив рекорд стоимости для полотна старого художника.

## Сочинения
- Discours prononcés dans l’Académie françoise, le jeudi XXVI février M. DCC. LXXXIX, à la réception de M. le duc de Harcourt. — P.: Demonville, 1789
- Traité de la décoration des dehors, des jardins et des parcs. — P.: Emile-Paul frères, 1919